# Großsteingrab Werpeloh III
Das Großsteingrab Werpeloh III mit der Sprockhoff-Nr. 824 liegt in einem Wald nordöstlich von Werpeloh in der Samtgemeinde Sögel im Landkreis Emsland in Niedersachsen. Es entstand zwischen 3500 und 2800 v. Chr. und ist eine Megalithanlage der Trichterbecherkultur (TBK).

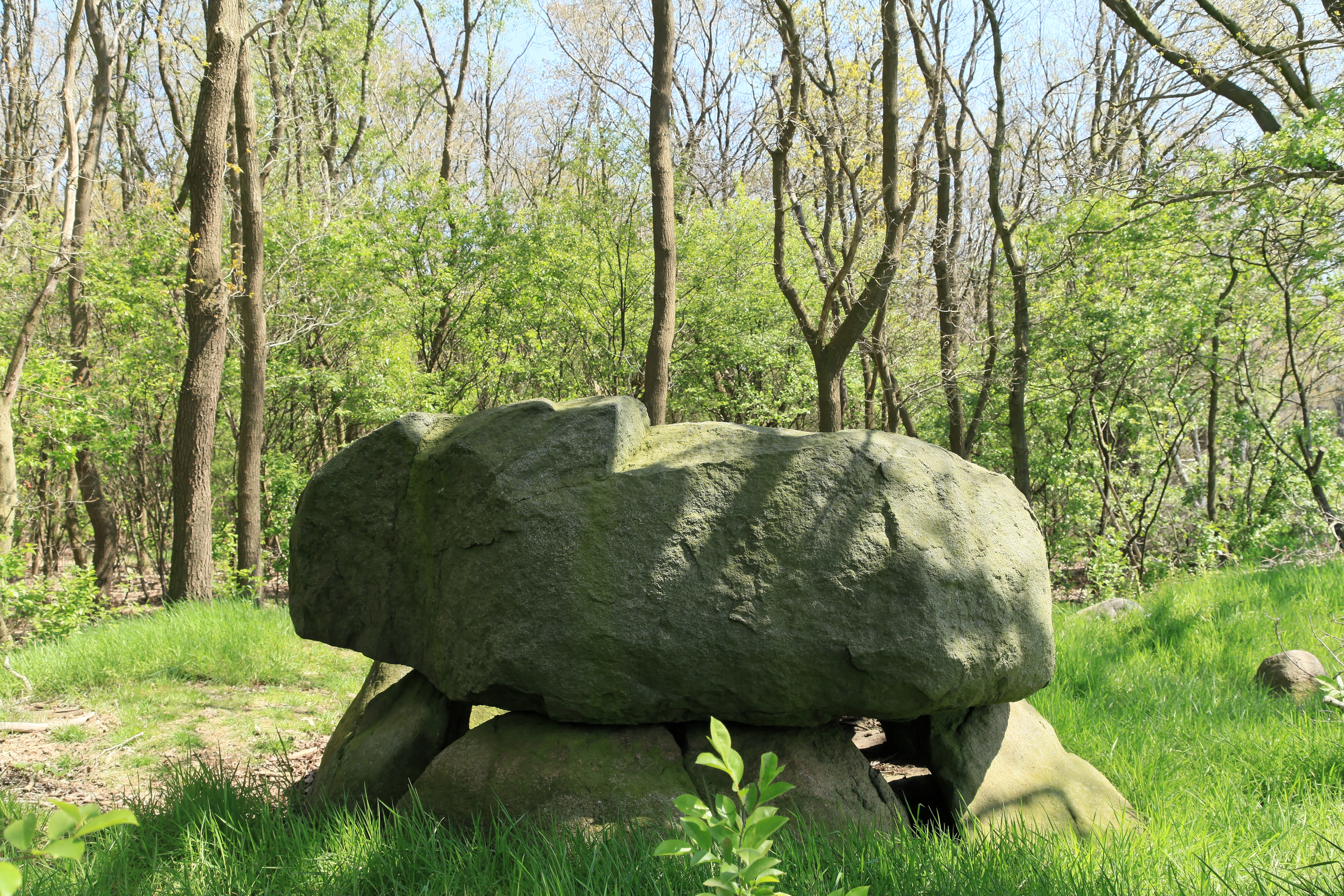
Werpeloh III

Von den einst 13 Tragsteinen sind neun vorhanden. Von den ursprünglich fünf Decksteinen fehlen zwei, zwei andere sind in die Anlage verstürzt. Die etwa 7,3 Meter lange und 1,7 Meter breite, in Ost-West-Richtung angelegte Kammer hat den Zugang in der südlichen Längsseite. Es ist anzunehmen, dass die Megalithanlage mit der für emsländische Kammern typischen Einfassung versehen war. Darauf deuten zwei erhaltene Steine hin. Zwei der Tragsteine weisen Bohrungen als Vorbereitung für Sprengungen auf.
In der Nähe liegt das Grabhügelfeld auf dem Windberg und die beiden Großsteingräber auf der Buschhöhe Westlich des Ortes das Steenhus von Werpeloh (Sprockhoff-Nr. 822) und das Großsteingrab Werpeloh II (Sprockhoff-Nr. 823).